# Golaj
Golaj là một xã trong quận Has thuộc hạt Kukës, Albania. Dân số năm 2005 là 7684 người.